# Mamadou Diallo
Mamadou "Big Mama" Diallo Sebane, född 28 augusti 1971 i Dakar, är en senegalesisk före detta fotbollsspelare (anfallare). Han spelade i IFK Göteborg 2003 och har även spelat i bland annat Marocko, Turkiet, Norge, Tyskland, USA och Saudiarabien.
Han har även spelat i Senegals landslag.